# كوستادينايت
كوستادينايت (بالبلغارية: Костадините)‏ قرية تقع إدارياً ضمن مقاطعة غابروفو في بلغاريا. ويبلغ عدد سكانها 9 نسمة حسب تعداد 15 مارس 2015. تعتمد كوستادينايت للبريد على الرمز البريدي 5301.